# Snöveltorp
Snöveltorp is een plaats in de gemeente Söderköping in het landschap Östergötland en de provincie Östergötlands län in Zweden. De plaats heeft 299 inwoners (2005) en een oppervlakte van 52 hectare.